# Lacuna Coil (album)
Lacuna Coil – pierwszy minialbum włoskiej grupy o tej samej nazwie.

## Lista utworów
Opracowano na podstawie materiału źródłowego.
| Nr | Tytuł utworu                               | Długość |
| -- | ------------------------------------------ | ------- |
| 1. | „No Need to Explain”                       | 3:37    |
| 2. | „The Secret...”                            | 4:16    |
| 3. | „This is my Dream”                         | 4:06    |
| 4. | „Soul into Hades”                          | 4:52    |
| 5. | „Falling”                                  | 5:39    |
| 6. | „Un Fantasma Tra Noi (A Ghost Between Us)” | 5:22    |
|    |                                            | 27:52   |

## Twórcy
Opracowano na podstawie materiału źródłowego.
| Zespół Lacuna Coil w składzie - Andrea Ferro, Cristina Scabbia – wokal prowadzący - Claudio Leo, Raffaele Zagaria – gitara elektryczna - Marco Coti Zelati – gitara basowa - Leonardo Forti – perkusja, instrumenty perkusyjne |  | Inni - Waldemar Sorychta – produkcja muzyczna, instrumenty klawiszowe - Carsten Drescher – oprawa graficzna |